# Iti Bacci
Pour les articles homonymes, voir Bacci.
Iti Bacci né Baccich, né le 15 juillet 1892 à Sussak et mort le 11 janvier 1954 à Rome, est un homme politique et un dirigeant sportif italien.

## Biographie
Il est né à Sussak, faubourg de Fiume, le 15 juillet 1892, de Eugenio et Isolina Gilardelli. Comme ses frères et sœurs, il est envoyé étudier à Florence, où il rencontre, entre autres, Scipio Slataper et est l'un des fondateurs de la section florentine du Trento e Trieste. Appelé au service militaire dans l'armée austro-hongroise, il ne se présente pas et s'installe à Ancône, où son frère aîné Icilio, qui a quitté Fiume pour échapper aux persécutions politiques, s'est réfugié. 
Irrédentiste, il s'engage pendant la Première Guerre mondiale comme volontaire dans les Bersaglieri italiens, un corps dans lequel son frère Ipparco sert depuis 1912 (né à Sussak le 2 août 1890, il est tombé le 12 octobre 1916 sur le Veliki-Hribah et a été décoré de la médaille d'argent de la mémoire). Avec le grade de sous-lieutenant, il retourne à Fiume à la fin du conflit et fait rapidement partie du groupe de citoyens soutenant l'annexion de la ville à l'Italie.
Il fonde le quotidien La Vedetta d'Italia, qui défend des positions nationalistes et est favorable au rattachement de la ville de Kvarner à l'Italie. En 1919, il participe à l'entreprise de Fiume avec son frère aîné Icilio. Il adhère à l'Association nationaliste italienne jusqu'en avril 1922 et, à partir de cette date, il rejoint le Parti national fasciste, dont il est secrétaire général adjoint de 1930 à 1931 et membre du Grand Conseil du fascisme de 1930 à 1932.
Il est élu député du Royaume en 1929 et reconfirmé en 1934.
Sous le régime fasciste, il est très actif en tant que dirigeant sportif et occupe également la présidence du Comité olympique national italien (CONI) pendant un certain temps, en tant que commissaire, entre 1930 et 1931. Il reprend le journal du CONI "Il Littoriale", dont il est le directeur.
Plus tard [Quand ?], il préside les chantiers navals de Quarnaro. De mars 1939 à août 1943, il est conseiller national de la Chambre des faisceaux et des corporations. Après le 8 septembre 1943, il n'adhère pas à la République sociale italienne et est arrêté à Fiume par les Allemands mais libéré grâce à l'intervention de son frère Icilio, qui est sénateur.